# Centaurea luschaniana
Centaurea luschaniana — вид рослин роду волошка (Centaurea), з родини айстрових (Asteraceae).

## Середовище проживання
Ендемік пд.-зх. Туреччини (Анатолія).